# Svenska trupper under finska kriget
De svenska trupperna i storfurstendömet Finland bestod i februari 1808 huvudsakligen av den finska fältarmén samt garnisonerna i fästningarna Sveaborg och Svartholm. Vid utbrottet av kriget mot Ryssland bestod de svenska styrkorna av följande förband:
Infanteri
- Åbo läns regemente
- Björneborgs regemente
- Tavastehus läns regemente
- Savolax lätta infanteriregemente
- Nylands infanteriregemente
- Österbottens regemente
- Vasa regemente (Bildat 1808, upplöstes redan 1809.)
- Kajana bataljon
- Änkedrottningens livregemente
- Jägerhornska regementet
- Savolax jägarregemente
- Karelska jägarkåren (Existerade 1791–1809)
- Adlercreutz regemente (Existerade 1804–1809)

Kavalleri
- Karelska dragonkåren
- Nylands lätta dragonregemente

Artilleri
- Finska artilleriregementet